# Províncies Unides de la Itàlia Central
Les Províncies Unides de la Itàlia Central, també anomenada Unió Central d'Itàlia,Confederació Central d'Itàlia o Govern Central General d'Itàlia, fou un estat satèl·lit depenent del Regne de Sardenya-Piemont que integrà els antics territoris del Gran Ducat de Toscana, Ducat de Parma, Ducat de Mòdena i les Legacions papals, després que els seus monarques van ser expulsats pels revolucions populars.

## Creació
Des d'agost de 1859 el règim prosard de Toscana, Parma, Mòdena i les Legacions papals acordaren crear, mitjançant una sèrie d'acords, un únic estat unificat, designant el 7 de novembre d'aquell any Eugeni Manuel de Savoia-Carignano com a regent. No obstant això el rei Víctor Manuel II de Sardenya es va negar a acceptar l'elecció i va escollir Carlo Boncompagni com a Governador General, que va ser responsable de la política diplomàtica i dels assumptes militars dels estats.

## Annexió al Regne d'Itàlia
El 8 de desembre de 1859 tots aquests territoris es van incorporar en la Província Reial d'Emília i després del referèndum que es va celebrar al març de 1860, l'estat s'annexionà formalment al Regne d'Itàlia. A canvi del reconeixement francès la  Savoia i Niça van ser cedides a França.